# Сердце не камень
«Сердце не камень» — комедия в четырёх действиях Александра Островского. Написана в 1879 году.
Впервые опубликована в журнале «Отечественные записки», 1880, № 1.
Премьера состоялась в первый раз на сцене Александринского театра в бенефис Фёдора Бурдина 21 ноября 1879 года.

## Действующие лица
- Потап Потапыч Каркунов, богатый купец, старик.
- Вера Филипповна, жена его, 30 лет с небольшим.
- Исай Данилыч Халымов, подрядчик, кум Каркунова.
- Аполлинария Панфиловна, его жена, за 40 лет.
- Константин Лукич Каркунов, племянник Потапа Потапыча, молодой человек.
- Ольга Дмитриевна, его жена, молодая женщина.
- Ераст, приказчик Каркунова, лет 30.
- Огуревна, ключница, старуха.
- Иннокентий, странник.

## Экранизация
По пьесе в 1989 году снят одноимённый телефильм Леонида Пчёлкина с Иннокентием Смоктуновским и Еленой Яковлевой в главных ролях.